# Tarło (województwo lubelskie)
Tarło – wieś w Polsce położona w województwie lubelskim, w powiecie lubartowskim, w gminie Niedźwiada. Leży przy drodze wojewódzkiej nr 821.
Wieś szlachecka położona była w drugiej połowie XVI wieku w powiecie lubelskim województwa lubelskiego. Do 1954 roku istniała gmina Tarło. W 1739 roku należała wraz z folwarkiem do klucza Lubartów Lubomirskich. W latach 1975–1998 miejscowość administracyjnie należała do ówczesnego województwa lubelskiego.
Wieś stanowi sołectwo gminy Niedźwiada. Według Narodowego Spisu Powszechnego z roku 2011 wieś liczyła 454 mieszkańców.
Wierni Kościoła rzymskokatolickiego należą do parafii Najświętszej Maryi Panny Matki Kościoła w Tarle.